# Selliguea moulmeinensis
Selliguea moulmeinensis là một loài dương xỉ thuộc họ Polypodiaceae. Loài này được Richard Henry Beddome mô tả khoa học đầu tiên năm 1867.